# Solanderia dendritica
Solanderia dendritica är en nässeldjursart som först beskrevs av John Fraser 1938.  Solanderia dendritica ingår i släktet Solanderia och familjen Solanderiidae. Inga underarter finns listade i Catalogue of Life.